# Fargues-sur-Ourbise
Fargues-sur-Ourbise är en kommun i departementet Lot-et-Garonne i regionen Nouvelle-Aquitaine i sydvästra Frankrike. Kommunen ligger i kantonen Damazan som tillhör arrondissementet Nérac. År 2022 hade Fargues-sur-Ourbise 341 invånare.

## Befolkningsutveckling
Antalet invånare i kommunen Fargues-sur-Ourbise
| Referens: INSEE |